# Lepetella
Lepetella là một chi very small deep-sea ốc biểns or limpets, là động vật thân mềm chân bụng sống ở biểns trong họ Lepetellidae.

## Các loài
Các loài trong chi Lepetella gồm có:
- Lepetella barrajoni Dantart & Luque, 1994[3]
- Lepetella espinosae Dantart & Luque, 1994[4]
- Lepetella laterocompressa (de Rayneval & Ponzi, 1854)[5]
- Lepetella postapicula Dell, 1990[6]
- Lepetella sierrai Dantart & Luque, 1994[7]
- Lepetella tubicola Verrill & Smith, 1880[8]